# Jimmy Daywalt
Jimmy Daywalt fou un pilot estatunidenc de curses automobilístiques nascut el 28 d'agost del 1924 a Wabash, Indiana.
Daywalt va córrer esporàdicament a la Champ Car a les temporades 1950, 1953-1957, 1959 i 1961-1962 incloent-hi la cursa de les 500 milles d'Indianapolis dels anys 1953-1957, 1959 i 1961-1962.
Jimmy Daywalt va morir de càncer el 19 de novembre del 1961 a Indianapolis, Indiana.

## Resultats a la Indy 500
| Any    | Cotxe  | Sortida | Vel. mitja | Ranking | Final  | Voltes | V. líder | Retirat     |
| ------ | ------ | ------- | ---------- | ------- | ------ | ------ | -------- | ----------- |
| 1953   | 48     | 21      | 135.747    | 23      | 6      | 200    | 0        | Va acabar   |
| 1954   | 19     | 2       | 139.789    | 3       | 27     | 111    | 8        | Accident    |
| 1955   | 48     | 17      | 139.416    | 18      | 9      | 200    | 0        | Va acabar   |
| 1956   | 48     | 16      | 140.977    | 28      | 24     | 134    | 0        | Accident    |
| 1957   | 57     | 29      | 140.203    | 27      | 28     | 53     | 0        | Accident    |
| 1959   | 66     | 13      | 144.683    | 3       | 14     | 200    | 0        | Va acabar   |
| 1961   | 55     | 23      | 144.219    | 30      | 31     | 27     | 0        | Trencament  |
| 1962   | 79     | 33      | 146.318    | 31      | 22     | 74     | 0        | Transmissió |
| Totals | Totals | Totals  | Totals     | Totals  | Totals | 999    | 8        |             |

| Curses       | 8 |
| Poles        | 0 |
| Voltes líder | 8 |
| Victòries    | 0 |
| Top 5        | 0 |
| Top 10       | 2 |
| Retirades    | 5 |

## A la F1
El Gran Premi d'Indianapolis 500 va formar part del calendari del campionat del món de la Fórmula 1 entre les temporades 1950 a la 1960.
Els pilots que competien a la Indy durant aquests anys també eren comptabilitats pel campionat de la F1.
Jimmy Daywalt va participar en 6 curses de F1, debutant al Gran Premi d'Indianapolis 500 del 1953.

### Palmarès a la F1
- Participacions: 6
- Poles: 0
- Voltes Ràpides: 0
- Victòries: 0
- Pòdiums: 0
- Punts vàlids per la F1: 0